# Lasiocarpus
A Lasiocarpus a Malpighiales rendjébe és a malpighicserjefélék (Malpighiaceae) családjába tartozó nemzetség.

## Rendszerezés
A nemzetségbe az alábbi 2 faj tartozik:
- Lasiocarpus multiflorus Nied.
- Lasiocarpus ovalifolius Nied.